# Новоскелюватка
Новоскелюва́тка — село в Україні, у Казанківській селищній громаді Баштанського району Миколаївської області. Населення становить 99 осіб.

## Відомі люди
У селі народився відомий український поет та сатирик Павло Глазовий.